# Ctènids
Els ctènids (Ctenidae) són una família d'aranyes araneomorfes. Fou descrita per primera vegada per Eugen von Keyserling l'any 1877.
En anglès les anomenen wandering spiders (aranyes errants); en principi, el terme feia referència només al gènere Phoneutria però posteriorment ja es denominen així tots els membres de la família. Tot i ser presents en moltes altres zones del planeta també són conegudes com a brazilian wandering spiders (aranyes errants del Brasil).
Phoneutria és l'únic gènere perillós per a l'ésser humà, especialment pel que fa a les espècies Ph. nigriventer i Ph. fera que són molt agressives i alhora verinoses. La seva distribució és diversa, per tota Oceania, Àsia Oriental, i una gran part d'Àfrica i Amèrica.

## Sistemàtica
Segons el World Spider Catalog amb data de 9 de febrer de 2019, aquesta família té reconeguts 48 gèneres i 533 espècies de les quals 222 pertanyen al gènere Ctenus. El creixement dels darrers anys és considerable, ja que el 28 d'octubre de 2006 i hi havia citats 39 gèneres i 458 espècies, i curiosament, es reconeixen 248 espècies del gènere Ctenus. Alguns dels canvis s'han produït a partir de l'estudi del 2017 sobre la filogènia molecular dels ctènids realitzat de Henrard i Jocqué.
- Acantheis Thorell, 1891
- Acanthoctenus Keyserling, 1877
- Africactenus Hyatt, 1954
- Afroneutria Polotow & Jocqué, 2015
- Amauropelma Raven, Stumkat & Gray, 2001
- Amicactenus Henrard & Jocqué, 2017
- Anahita Karsch, 1879
- Ancylometes Bertkau, 1880
- Apolania Simon, 1898
- Arctenus Polotow & Jocqué, 2014
- Asthenoctenus Simon, 1897
- Bengalla Gray & Thompson, 2001
- Califorctenus Jiménez, Berrian, Polotow & Palacios-Cardiel, 2017
- Caloctenus Keyserling, 1877
- Celaetycheus Simon, 1897
- Centroctenus Mello-Leitão, 1929
- Chococtenus Dupérré, 2015
- Ciba Bloom et al., 2014
- Ctenus Walckenaer, 1805
- Cupiennius Simon, 1891
- Diallomus Simon, 1897
- Enoploctenus Simon, 1897
- Gephyroctenus Mello-Leitão, 1936
- Isoctenus Bertkau, 1880
- Janusia Gray, 1973
- Kiekie Polotow & Brescovit, 2018
- Leptoctenus L. Koch, 1878
- Macroctenus Henrard & Jocqué, 2017
- Mahafalytenus Silva, 2007
- Montescueia Carcavallo & Martínez, 1961
- Nimbanahita Henrard & Jocqué, 2017
- Nothroctenus Badcock, 1932
- Ohvida Polotow & Brescovit, 2009
- Parabatinga Polotow & Brescovit, 2009
- Perictenus Henrard & Jocqué, 2017
- Petaloctenus Jocqué & Steyn, 1997
- Phoneutria Perty, 1833
- Phymatoctenus Simon, 1897
- Piloctenus Henrard & Jocqué, 2017
- Spinoctenus Hazzi, Polotow, Brescovit, González-Obando & Simó, 2018
- Sinoctenus Marusik, Zhang & Omelko, 2012
- Thoriosa Simon, 1910
- Toca Polotow & Brescovit, 2009
- Trogloctenus Lessert, 1935
- Trujillina Bryant, 1948
- Tuticanus Simon, 1897
- Viracucha Lehtinen, 1967
- Wiedenmeyeria Schenkel, 1953

### Fòssils
Segons el World Spider Catalog versió 19.0 (2018), existeixen els següents gèneres fòssils:
- † Nanoctenus Wunderlich, 1988

### Superfamília
Els ctènids havien format part dels licosoïdeus (Lycosoidea), una superfamília formada per dotze famílies entre les quals destacaven pel seu nombre d'espècies: els licòsids (2.304), els ctènids (458), els oxiòpids (419) i els pisàurids (328).
Les aranyes, tradicionalment, havien estat classificades en famílies que van ser agrupades en superfamílies. Quan es van aplicar anàlisis més rigorosos, com la cladística, es va fer evident que la major part de les principals agrupacions utilitzades durant el segle XX no eren compatibles amb les noves dades. Actualment, els llistats d'aranyes, com ara el World Spider Catalog, ja ignoren la classificació de superfamílies.